# アラシグサ
アラシグサ（嵐草、学名：Boykinia lycoctonifolia）は、ユキノシタ科アラシグサ属の多年草。高山植物。

## 特徴
多年草で、花茎の高さは20-40cmになる。細長く横に這った地下茎があり、地下茎には褐色の長い毛が生える。葉柄の長さが5-20cmになる根出葉が1個あり、葉身は長さ3-7cm、幅5-14cmになり、腎円形で掌状に7-9裂し、裂片はさらに3-5浅裂し、先端はとがる。
花期は7-8月。花茎には短くて白い腺毛が密生し、茎葉が数個つく。花は小型の5弁花が集散状円錐花序につき、色は萼片、花弁とも黄緑色で、長さは約2mmになる。雄蘂は5個。花柱は2個で直立する。果実は長さ7-8mmの蒴果となり、種子は長さ0.5mmの楕円形になる。

## 分布と生育環境
日本固有種で、北海道、本州中部地方以北に分布し、亜高山帯から高山帯のやや湿った草地や林縁などに生育する。

## ギャラリー
- 根出葉
- 花序